# François-Xavier de Boissoudy
Pour les articles homonymes, voir Boissoudy.
François-Xavier de Boissoudy, né en 1966 à Cambrai, est un peintre français. Depuis sa conversion en 2004, il s'inscrit dans le mouvement d'art sacré contemporain. Il expose régulièrement ses œuvres à la Galerie Guillaume à Paris. 

## Caractéristiques de l'œuvre
La technique prédominante chez François-Xavier de Boissoudy est le lavis d'encre sur papier, à dominante de noir et de blanc, avec des touches de couleur presque imperceptibles,,,.

## Ouvrages

### Catalogues d'exposition
- Avec François Boespflug, Résurrection et miséricorde, 2016  (ISBN 978-2-3720-9023-0).
- Avec Martin Steffens, Béatitude, Paris, éd. de Corlevour, 2019.
- Avec Jean-Pierre Denis, Un chemin de Croix, Paris, éd. de Corlevour, 2019.
- Avec Fabrice Hadjadj, Paternité, Paris, éd. de Corlevour, 2018.
- Avec Michel-Marie Zanotti-Sorkine, Marie, la vie d'une femme, Paris, éd. de Corlevour, 2017.
- Avec Thibault de Montaigu, Que ton règne vienne, Paris, Conférence, 2021.
- Avec Paule Amblard, Sylvie Germain, Olivier Kaeppelin, Didier Pourquery, Robert Redeker et Martin Steffens, Stat crux : face à la croix, Paris, Salvator, 2024.

### Livres illustrés
- Jean de Baulhoo (ill. François-Xavier de Boissoudy), Les arbres de Jacob, Bordeaux, éd. VOolume, 2014.
- Marguerite Souchon (ill. François-Xavier de Boissoudy), Comment Dostoïevski fut sauvé, Paris, Les petits Platons, 2023.
- Natalia Trouiller (ill. François-Xavier de Boissoudy), Mystères, Paris, Première Partie, 2021.

## Pour approfondir